# Oncidesa
× Oncidesa (abreviado Oncsa) es un híbrido intergenérico entre los géneros de orquídeas Gomesa × Oncidium. Fue publicado en Orchid Rev.  72(858, noh): 2 (1964).